# 陰陽五行思想
陰陽五行思想（いんようごぎょうしそう）は、中国の春秋戦国時代ごろに発生した陰陽説と五行説、それぞれ無関係に生まれた考え方が後に結合した思想。陰陽五行説（いんようごぎょうせつ）、陰陽五行論（いんようごぎょうろん）ともいう。陰陽思想と五行思想との組み合わせによって、より複雑な事象の説明がなされるようになった。
陰陽道などにおいては、占術などに用いられる事もあった。

## 十干十二支
陰陽五行説の基本は、木、火、土、金、水、（もく、か、ど、ごん、すい、金は「きん」でなく「ごん」と読ませる）の五行にそれぞれ陰陽二つずつ配する。甲、乙、丙、丁、戊、己、庚、辛、壬、癸、は音読みでは、こう、おつ、へい、てい、ぼ、き、こう、しん、じん、き、と読む。音読みでは陰陽と五行にどう対応しているか分かりにくいが、訓読みにすると、きのえ、きのと、ひのえ、ひのと、つちのえ、つちのと、かのえ、かのと、みずのえ、みずのと、となり、五行が明解になる（かのえ、かのと、は金）。陰陽は語尾の「え」が陽、「と」が陰である。語源は「え」は兄、「と」は弟である。「えと」の呼び名はここに由来する。「えと」は本来、十干ないし干支の呼称だった。きのえ、は「木の陽」という意味。
十二支にも五行が配されている。その前提として、季節に対応する五行（五時または五季）は、春が木、夏が火、秋が金、冬は水である。土はどこへ来るかというと、四季それぞれの最後の約18日（土用）である。有名な「土用の丑の日」は夏の最後の時期（土用）の丑の日（丑は土の五行）ということである。各季節に十二支を配すると、
- 春は、一月寅、二月卯、三月辰（五行は木、木、土）
- 夏は、四月巳、五月午、六月未（五行は火、火、土）
- 秋は、七月申、八月酉、九月戌（五行は金、金、土）
- 冬は、十月亥、十一月子、十二月丑（五行は水、水、土）

となる（月は旧暦の暦月または節月）。
十二支の陰陽は、子から数えていき、奇数番目は陽、偶数番目は陰となる。十干と十二支が組み合わさるとき、陰と陽の組み合わせはなく、陽と陽、陰と陰の組み合わせのみとなる。そのため、10×12=120とはならず、半分の60通りになる。甲寅はあっても乙寅はない、乙卯はあっても甲卯はない。

## 暦
陰陽五行説の暦、またそれをもとにした占いは、立春を一年の始まりとしている。また月の始まりも1日ではなく、二十四節気のうち月の前半に来る十二の節（年によって違うが概ね5〜8日）が月の始めとなる。このように節から次の節の前日までの間を1か月とする月の区切り方を節切り、その月を節月という。また月の節入り（せついり）という。
- 立春（正月節）、新暦2月4日頃
- 啓蟄（二月節）、新暦3月6日頃
- 清明（三月節）、新暦4月5日頃
- 立夏（四月節）、新暦5月5日頃
- 芒種（五月節）、新暦6月6日頃
- 小暑（六月節）、新暦7月7日頃
- 立秋（七月節）、新暦8月7日頃
- 白露（八月節）、新暦9月8日頃
- 寒露（九月節）、新暦10月8日頃
- 立冬（十月節）、新暦11月7日頃
- 大雪（十一月節）、新暦12月7日頃
- 小寒（十二月節）、新暦1月5日頃

だから小寒（1月5日頃）から立春前日（2月3日頃）の「年の干支」は前年の干支となるし、「月の干支」は十二月の丑となる。

## 陰陽五行説の論理
「陰陽五行説」とは前述の通り「陰陽説」と「五行説」を組み合わせたものである。
『管子』の四時篇の陰陽主運説から発展している。五行と陰陽の結合の発想は易の説卦傳に基づいている。説卦傳における「地」を四方の中央とし、これに陰陽と星辰を加えている。
「陰陽説」は古代中国神話に登場する帝王「伏羲」が作り出したものであり、全ての事象は、それだけが単独で存在するのではなく、「陰」と「陽」という相反する形（例えば明暗、天地、男女、善悪、吉凶など。前者が陽、後者が陰である）で存在し、それぞれが消長をくりかえすという思想である。陰陽は形に示すことができないもので、分析すれば千変万化となる。

陰陽は、(＋)と(－)のように相対する両極のどちらに属性が高いかによって二分類する考え方である。固定的なものではなく、振り子が一方に振り切れると反対方向に戻るように、そのバランスは常に変化し増減している。

五行説は、治水に功績をあげて舜から禅譲された禹が、治政にあたって天帝から与えられた九種類の大原則(洪範九疇)の第一として、五行（火水木金土）が明記されている。「五」の起源については東西南北の四方に中央を加えたものという考え方（東‐木・南‐火・中央‐土・西‐金・北‐水）と、肉眼で観察が可能な五つの惑星、五星（水星・金星・火星・木星・土星）に淵源があるとする考え方がある。

### 五行相生・五行相剋
五行説の特徴は、「相生」と「相剋」という、それぞれの要素同士がお互いに影響を与え合うという考え方である。相手の要素を補い、強める影響を与えるものを「相生」、相手の要素を抑え、弱める影響を与えるものを「相剋」という。注意しておきたいのは、「相生」は相手を強めるので常によい、「相剋」は相手を弱めるので常に悪い、という捉え方ではないことである。
五行相生
「木は火を生じ、火は土を生じ、土は金を生じ、金は水を生じ、水は木を生ず」という関係を『五行相生』という。
木は燃えて火になり、火が燃えたあとには灰（=土）が生じ、土が集まって山となった場所からは鉱物（金）が産出し、金は腐食して水に帰り、水は木を生長させる、という具合に木→火→土→金→水→木の順に相手を強める影響をもたらすということが「五行相生」である。
五行相剋
「水は火に勝（剋）ち、火は金に勝ち、金は木に勝ち、木は土に勝ち、土は水に勝つ」という関係を『五行相剋』という。
水は火を消し、火は金を熔かし、金でできた刃物は木を切り倒し、木は土を押しのけて生長し、土は水の流れをせき止める、という具合に、水は火に、火は金に、金は木に、木は土に、土は水に影響を与え、弱めるということが「五行相剋」である。

## 日本における陰陽五行思想
仏教儒教と同じ5世紀から6世紀に日本には暦法などとともに伝わり、律令により陰陽寮という役所が設置された。その後、道教の道術を取り入れて、陰陽道へと日本独自の発展をした。
　また、陰陽五行思想は年中行事にも強い影響を与えているとする説もある。それによれば、正月は寅、盆は申となっており、それぞれ春、秋の始めを示す。正月は木気、火気の始めでもあり、門松を飾ったり、とんど祭りをしたりする。対して盆は水祭りとして燈籠流しなどが行われる。また、陰陽のバランスをとるためにとんどは水辺で行われ、燈籠流しは火を灯した舟を水に流す。